# Otar Korkia Supercup
De Otar Korkia Supercup is de hoogste basketbalsupercup competitie in het basketbalsysteem van Georgië en wordt georganiseerd door de Georgische basketbalbond.
De Otar Korkia Supercup werd in 2006 opgericht en gaat tussen de winnaar van de Georgian Top League en de winnaar van de Georgische basketbalbeker. De Supercup is vernoemd naar de legendarische speler Otar Korkia.